# ستانلي روزين
ستانلي روزين (بالإنجليزية: Stanley Rosen)‏ هو فيلسوف أمريكي، ولد في 29 يوليو 1929 في كليفلاند في الولايات المتحدة، وتوفي في 4 مايو 2014 في فيلادلفيا في الولايات المتحدة.